# Биртанов, Елжан Амантаевич
Елжа́н Аманта́евич Бирта́нов (каз. Елжан Амантайұлы Біртанов, род. 18 октября 1971 года, Джамбул, Джамбульская область, Казахская ССР) — казахстанский государственный деятель, доктор медицинских наук (2010), магистр делового администрирования (2013). Министр здравоохранения Республики Казахстан (2017—2020). Отличник здравоохранения Республики Казахстан. Автор более 50 научных работ.

## Биография
Родился 18 октября 1971 года в городе Джамбул. Происходит из племени ысты.
Окончил Алматинский государственный медицинский институт (1994) по специальности лечебное дело, Аризонский университет (1994) в американском городе Тусон по специальности интенсивная терапия и токсикология, Российскую медицинскую академию последипломного образования (2001) по специальности менеджмент в здравоохранении, университетскую клинику Шарите (2006) в Берлине по специальности менеджмент больничного дела, университет Туран (2008) по специальности экономика, магистратуру по программе Global Executive MBA в Школе бизнеса Фукуа при Университете Дьюка (2013), расположенную в Дареме в штате Северная Каролина.
В 1998 году защитил диссертацию на соискание степени кандидата медицинских наук по теме «Научные основы профилактики и лечения острых отравлений в Республике Казахстан в современных условиях». В 2010 году защитил докторскую диссертацию по теме «Организационно-методические и финансово-экономические основы инновационно-инвестиционной стратегии развития системы здравоохранения Республики Казахстан».

### Работа
1991—1994 — медбрат в отделении психоневрологии Центральной городской клинической больницы, в отделении интенсивной терапии и реанимации, в отделении токсикологии Больницы скорой медицинской помощи города Алматы.
1994—1998 — врач-токсиколог, реаниматолог, руководитель Информационно-консультативного токсикологического центра Больницы скорой медицинской помощи города Алматы;
1998—1999 — руководитель Алматинского городского токсикологического центра;
1999—2005 — руководитель Республиканского центра токсикологии, главный токсиколог Министерства здравоохранения Республики Казахстан;
2000—2008 — заведующий, преподаватель курса клинической токсикологии Алматинского государственного института усовершенствования врачей;
2005—2008 — директор республиканского государственного предприятия «Институт развития здравоохранения» Министерства здравоохранения Республики Казахстан;
С августа по декабрь 2008 года — заместитель председателя правления АО «Национальный медицинский холдинг»;
С декабря 2008 года по апрель 2010 года — вице-министр здравоохранения Республики Казахстан;
С апреля 2010 года по декабрь 2012 года — председатель правления АО «Национальный медицинский холдинг»;
2012—2014 — советник председателя исполнительного совета Назарбаев Университета;
С апреля 2014 по ноябрь 2015 года — председатель правления ТОО «Центр сопровождения проектов государственно-частного партнерства»;
С ноября 2015 по январь 2017 года — вице-министр здравоохранения и социального развития Республики Казахстан;
25 января 2017 года получил портфель министра здравоохранения Республики Казахстан. 25 июня 2020 года освобождён от должности.
28 марта 2017 года избран в совет директоров НАО «Фонд социального медицинского страхования».
3 ноября 2020 года Комитет по финансовому мониторингу министерства финансов сообщил о задержании Биртанова по подозрению в растрате бюджетных средств в особо крупном размере.

## Награды
| Страна    | Дата | Награда                                       | Награда                                       |
| --------- | ---- | --------------------------------------------- | --------------------------------------------- |
| Казахстан |      | Отличник здравоохранения Республики Казахстан | Отличник здравоохранения Республики Казахстан |
| Казахстан | 2018 | Юбилейная медаль «20 лет Астане»              | Юбилейная медаль «20 лет Астане»              |
| Казахстан | 2018 | Орден «Курмет»                                | Орден «Курмет»                                |